# گوتی (فیلم ۱۹۹۶)
گوتی (انگلیسی: Gotti) فیلمی به کارگردانی رابرت هارمون است که در سال ۱۹۹۶ منتشر شد. از بازیگران آن می‌توان به آرماند آسانته، فرانک کرودله، آنتونی کوئین و وینسنت پاستوره اشاره کرد.
این فیلم اقتباسی از زندگی شخصی و فعالیت‌های مافیایی جان گوتی رئیس خانواده مافیایی گامبینو، یکی از پنج خانواده اصلی مافیایی در آمریکا است.